# Pleurosicya carolinensis
Pleurosicya carolinensis is een straalvinnige vissensoort uit de familie van grondels (Gobiidae). De wetenschappelijke naam van de soort is voor het eerst geldig gepubliceerd in 1990 door Larson.